# Ode sur l'indolence
Vous lisez un « article de qualité » labellisé en 2019.  Il fait partie d'un « thème de qualité ».
L'Ode sur l'indolence, en anglais Ode on Indolence, est l'une des six odes composées par le poète romantique britannique John Keats en 1819 — avec l'Ode sur une urne grecque, l'Ode à un rossignol, l'Ode à Psyché, l'Ode sur la mélancolie datées de mai, et l'Ode à l'automne écrite en septembre. Composée à une période où John Keats se trouve en proie à de sérieux problèmes matériels, l'Ode sur l'indolence lui procure, écrit-il en juin 1819, un plaisir surpassant tout ce qu'il a pu ressentir en cette année lors de ses réalisations antérieures. À la différence des autres odes, publiées dès 1820, l'Ode sur l'indolence ne paraît qu'à titre posthume en 1848, soit vingt-sept années après la mort de son auteur.
Le poème illustre la manière dont Keats rompt avec les canons de la forme classique. Son déroulement est strictement chronologique. Elle commence in medias res alors que le poète assoupi profite de l'indolence d'une douce matinée. Surgissent trois allégories, mains jointes, têtes baissées, vêtues de tuniques blanches et chaussées de sandales, qui solennellement défilent. À leur troisième passage, le narrateur, qui ne sait plus s'il rêve ou veille, parvient à les identifier : ce sont Ambition, Amour et Poésie.
D'abord brûlant de les rejoindre, il se ressaisit bientôt et se penche tour à tour sur chacune en un déferlement de questions auxquelles il apporte lui-même la réponse. En réalité, il s'agit là d'un examen de conscience : désormais apte à les jauger à l'aune de sa propre expérience, il en fait le tour et, à la fin du poème, même s'il garde un faible pour Poésie, il renonce à les intégrer à la trame de sa vie.
L'Ode sur l'indolence est généralement considérée comme inférieure en qualité à ses homologues de l'année 1819 ; on a pu y voir une forme de brouillon préparatoire aux grandes odes qui l'accompagnent. Certains critiques, cependant, lui trouvent, outre sa valeur autobiographique, une réelle unité structurelle, tant dans sa thématique que dans son imagerie et l'alternance de ses rythmes, et la considèrent comme l'un des poèmes majeurs de John Keats.

## Poème
L'ode est précédée d'une épigraphe : They toil not, neither do they spin (« Ils ne travaillent ni ne tissent »), extraite de l'Évangile selon Matthieu, 6, 28-29 dans la version dite King James ; le pronom personnel (3e personne pluriel) they se réfère aux lilies of the field (« lis des champs »), que Jésus compare à Salomon : « even Solomon in all his glory was not arrayed like one of these » (« Salomon lui-même, dans toute sa gloire, n'a pas eu d'aussi belles tenues que l'une d'elles [fleurs] ») (traduction Segond) ; la référence au tissage (spin) peut receler un jeu de mots, le latin textum formant la racine d'à la fois « textile » et « texte ».

### Préliminaires (vocabulaire)
L'adjectif Phidian (strophe 1) renvoie à Phidias, le sculpteur ayant présidé sous l'autorité de Périclès à l'élaboration des marbres du Parthénon, devenus en anglais Elgin Marbles depuis leur transfert en Angleterre par Lord Elgin où ils rejoignent en 1816 le British Museum.
Quant au mot wreath (strophe 2), il peut couvrir deux allusions, soit à la couronne de lauriers des grands poètes grecs, soit à la couronne de plantes déposée sur la tombe d'un défunt.

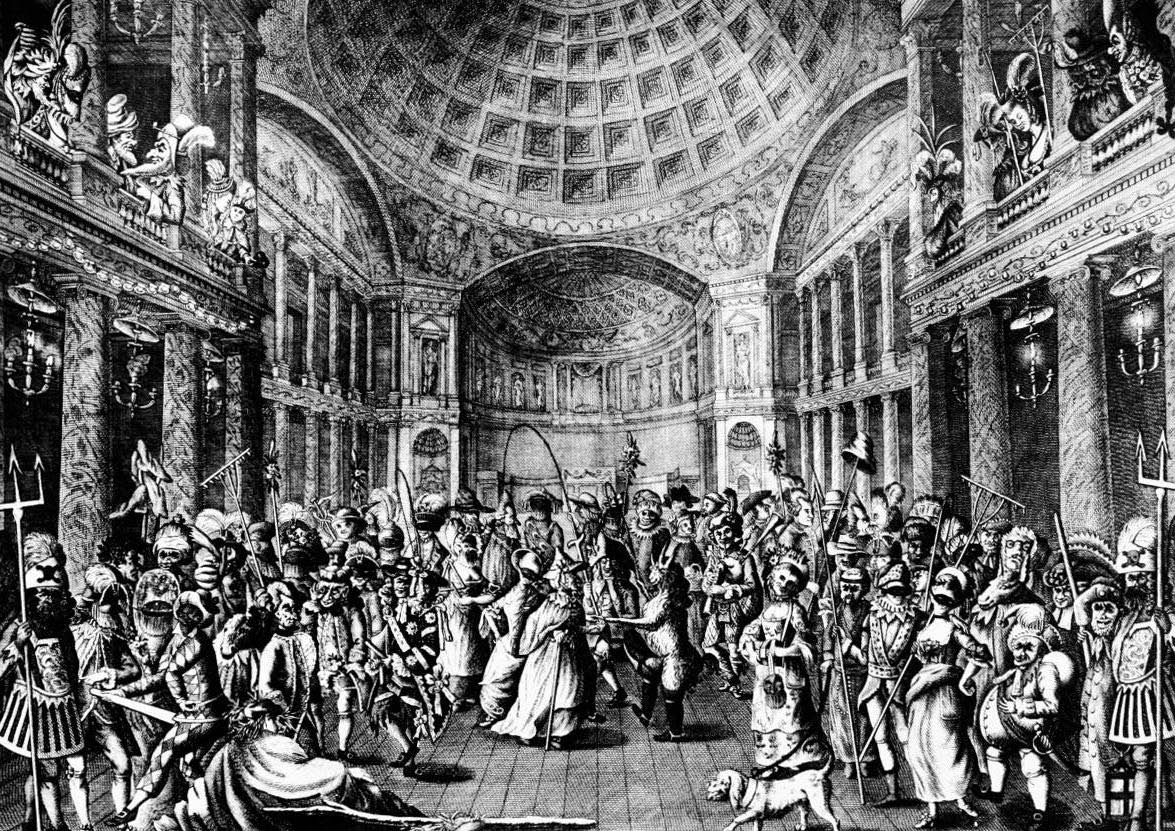
Bal masqué (masquerade) au Panthéon de Londres, vers 1770.

Un demon (« démon ») (strophe 4) est un esprit de la nature dans la mythologie grecque et non un démon de l'enfer chrétien.
Poesy (« poésie ») (strophe 4), avec cette orthographe, exprime plus l'acte d'écrire poétiquement que le résultat en vers (Poetry).
L'expression throstle's lay (« chant de la grive ») (strophe 3) comprend le mot lay qui désigne également un cadre sur lequel s'effectue le tissage, d'où, à nouveau, un possible jeu de mots renvoyant à l'épitaphe.
Le mot masque évoque la « mascarade », genre de divertissement baroque à la mode.
Enfin, un spright, ou sprite, est un esprit, petite créature surnaturelle, ou alors l'esprit de homme.

### Antécédents
Quelques lignes dans certaines lettres traitent du thème de l'indolence qui, au printemps de 1819, est loin d'être étranger aux préoccupations de Keats. Déjà, le poème Endymion (chant I, vers 825) présente This ardent listlessness (« Cette ardente apathie »), oxymore glorifiant un état d'habitude plus discret. Autre mise en exergue, dans une lettre mi-poème, mi-prose à Joshua Reynolds, le bonheur de s'alanguir sur un sofa : 
« How happy is such a 'voyage of conception', what delicious diligent indolence! A dose upon a sofa does not hinder it, and a nap upon Clover engenders ethereal finger-pointings. »
« Quel bonheur qu'un tel « voyage de conception », quel délice que cette diligente indolence ! Une dose de sofa ne le gène en rien, et un petit somme tel un coq en pâte conduit à des mises au point éthérées,. »
La lettre-journal écrite par Keats à partir du 19 mars 1819 pour George et Georgiana, exilés outre-Atlantique, contient elle aussi un passage qui préfigure directement l'Ode sur l'indolence : 
« In this state of effeminacy the fibres of the brain are relaxed in common with the rest of the body, and to such a happy degree that pleasure has no show of enticement and pain no unbearable frown. Neither Poetry, nor Ambition, nor Love have any alertness of countenance as they pass by me : they seem rather like three figures on a Greek vase – a Man and two women – whom no one but myself could distinguish in their disguisement. This is the only happiness; and is a rare instance of advantage in the body overpowering the Mind. »
« [Traduction d'Albert Laffay] Dans cet état presque efféminé, les fibres du cerveau sont relâchées avec le reste du corps et jusqu'à un tel point de bonheur que le plaisir n'offre pas de sévérités intolérables. Ni la Poésie, ni l'Ambition, ni l'Amour n'ont de vivacité dans le visage en passant près de moi ; on dirait plutôt trois formes sur un vase grec — un homme et deux femmes que personne excepté moi ne peut reconnaître sous leur déguisement. Voilà le seul bonheur, et un des rares où il est bon que le corps domine l'esprit,. »
De fait, l'ode, qui adopte une forme de récit à la première personne comme l'Ode à Psyché,, commence par une scène évoquant l'Antiquité classique (« comme sur une urne ») qui rappelle (ou annonce) l'Ode sur une urne grecque, encore qu'ici, la scène soit allégorique. En effet, le narrateur décrit les trois formes (figures) présentes dans la lettre, qui, déjà hiératiques, défilent lentement comme autant de possibles destinées.
Autre relais, l'épisode de la « Grotte de la tranquillité » (Cave of Quietude) telle qu'elle apparaît dans Endymion, lieu d'indolence certes artificielle, mais alors savourée :
| … There lies a den, Beyond the seeming confines of the space Made for the soul to wander in and trace Its own existence, of remotest glooms. Dark regions are around it, where the tombs Of buried griefs the spirit sees, but scarce One hour doth linger weeping […] Few have ever felt how calm and well Sleep may be had in that deep den of all. | [Traduction libre] … Se trouve une tanière Au-delà des limites supposées de l'espace Destinée à l'âme qui, une fois rentrée, Retrace sa propre existence, depuis ses plus lointaines ténèbres. D'obscures régions l'entourent, où les esprits voient La tombe des chagrins, mais à peine une heure Ne s'attardent-ils à y pleurer […] Peu ont connu le calme et le bien-être Tels que procure le sommeil en cette profonde tanière. |

C'est un lieu où l'âme meurtrie est censée se retrouver, mais où elle ne fait que se réfugier. Là, en effet, nulle angoisse ne vient mordre sa substance (where anguish does not sting), droguée qu'elle est par les symboles de l'oubli, le Léthé, le scarabée à la tête de mort (death-watch beetle), etc..
D'un certain point de vue, l'ode rappelle aussi Le Château d'Indolence de James Thomson, paru en 1748. L'indolence, imposée par le sorcier qui le gouverne, y est souveraine, mais la dégénérescence est à l'œuvre ; s'accumulent les termes relevant de l'amollissement, de la dissolution et aussi de la voracité : ce magicien enjôleur effrite les âmes et émascule les esprits, mais pour mieux les dominer, il les mange et les digère, si bien que le libre-arbitre de chacun et la vertu de tous se voient comme phagocytés.
| That soul-enfeebling Wizard INDOLENCE, I whilom sung, wrought in his Works decay: Spred far and wide was his curs'd Influence; Of Public Virtue much he dull'd the Sense, Even much of Private; eat our Spirit out, And fed our rank luxurious Vices: whence The Land was overlaid with many a Lout; Not, as old Fame reports, wise, generous, bold, and stout. | [Traduction libre] INDOLENCE, cet enchanteur qui les âmes mollissait, Tout forgé de décadence, naguère je le chantais ; Sa maudite influence au loin s'étendait ; Et de la vertu le sens il émoussait, Fût-elle publique ou privée, et notre esprit dévorait ; Nos plus folles envies de luxe, il nourrissait ; Aussi de rustres le Royaume regorgeait ; Ni sages, ni généreux, ni forts ou hardis, comme vieille renommée prétendait. |

Aussi le palais voué à l'indolence requiert-il qu'un nouvel Hercule accomplisse le dernier de ses travaux : c'est le rôle dévolu au « Chevalier des Arts et de l'Industrie » qui d'une pichenette annihile l'habile illusion.

### Texte
L'ode comprend six strophes, chacune composée de dix décasyllabes (ou pentamètres) iambiques rimant selon un schéma ABAB, CECE, etc.

#### Strophe 1
| One morn before me were three figures seen, With bowed necks, and joined hands, side-faced; And one behind the other stepp'd serene, In placid sandals, and in white robes graced; They pass'd, like figures on a marble urn When shifted round to see the other side; They came again, as, when the urn once more Is shifted round, the first seen shades return; And they were strange to me, as may betide With vases, to one deep in Phidian lore. | Un matin, devant moi, trois formes apparurent, Tête penchée, mains jointes, de profil ; Et l'une derrière l'autre elles s'avançaient, sereines ; Chaussées de paisibles sandales, harmonieusement vêtues de robes blanches ; Elles défilèrent, comme les silhouettes sur une urne de marbre Quand on la fait tourner pour voir l'autre face. Elles revinrent ; ainsi, lorsqu'une fois encore On fait pivoter l'urne, les ombres reparaissent qu'on avait vues d'abord ; Et elles m'étaient inconnues, comme le sont parfois les personnages Aux flancs des vases, pour celui dont la science est nourrie de Phidias. |

Bate, qui paraphrase le texte, rappelle que ces formes gardent leur mystère tant qu'elles tournent de profil autour du narrateur, et Helen Vendler ajoute qu'une fois de face, elles se voient aussitôt identifiées, des allégories personnifiant les trois voies qui s'offrent à l'indolent.

#### Strophe 2
| How is it, Shadows! that I knew ye not? How came ye muffled in so hush a mask? Was it a silent deep-disguisèd plot To steal away, and leave without a task My idle days? Ripe was the drowsy hour; The blissful cloud of Sumer-indolence Benumb'd my eyes; my pulse grew less and less; Pain had no sting, and pleasure's wreath no flower: O, why did ye not melt, and leave my sense Unhaunted quite of all but—nothingness? | Comment se peut-il, Ombres, que je ne vous aie pas reconnues ? Pourquoi l'opaque travesti de cette obscure mascarade ? Était-ce complot tacite et très bien déguisé Pour un départ furtif qui laissât sans labeur Mes jours inoccupés ? L'heure assoupie était comme un fruit mûr ; Le bienheureux brouillard de l'indolence estivale Noyait mon regard ; mon pouls allait s'affaiblissant ; La douleur n'avait plus d'aiguillon et la gerbe des plaisirs avait perdu ses fleurs ; Oh, que ne vous êtes-vous évanouies, pour laisser ma conscience Vide de court fantôme, excepté — le néant ! |

Toujours d'après Bate, le narrateur se languit de ne point être avec les trois visiteuses, mais physiquement et moralement, il demeure incapable de les rejoindre, tant l'indolence et la paresse engourdissent son corps et son esprit.

#### Strophe 3
| And once more came they by ; – alas! wherefore? My sleep had been embroider'd with dim dreams; My soul had been a lawn besprinkled over With flowers, and stirring shades, and baffled beams; The morn was clouded, but no shower fell, Tho' in her lids hung the sweet tears of May; The open casement press'd a new-leaved vine, Let in the budding warmth and throstle's lay; O Shadows! 'twas a time to bid farewell ! Upon your skirts had fallen no tears of mine. | Une troisième fois les revoici. Hélas, pourquoi donc ? Mon sommeil avait été brodé de rêves indistincts ; Mon âme avait alors ressemblé à une prairie parsemée De fleurs, d'ombres mouvantes et de rayons interrompus ; Le matin était couvert mais ignorait l'averse, Bien qu'en ses paupières closes il retînt les douces larmes de mai ; Le battant de la croisée pressait une vigne aux feuilles nouvelles, Et laissait entrer la tiédeur propice aux bourgeons et le chant de la grive ; Ombres, c'était le moment de me dire adieu ! Sur la trace de vos robes mes larmes n'auraient pas coulé ! |

Troisième passage des ombres, insistantes au point que le poète regrette qu'elles n'aient déjà pris congé. Par un heureux retour en arrière, quelques minutes au plus, il évoque le bonheur qui l'habitait pendant son sommeil, vision paradisiaque d'une nature au seuil de l'été, un tapis de fleurs, des frissonnements ensoleillés, la douce tiédeur qui sied aux bourgeons et à la grive.

#### Strophe 4
| A third time pass'd they by, and, passing, turn'd Each one the face a moment whiles to me; Then faded, and to follow them I burn'd And ached for wings, because I knew the three; The first was a fair Maid, and Love her name; The second was Ambition, pale of cheek, And ever watchful with fatiguèd eye; The last, whom I love more, the more of blame Is heap'd upon her, maiden most unmeek,— I knew to be my demon Poesy. | Une troisième fois elles défilèrent et, en passant, chacune Tourna un moment son visage vers moi ; Puis elles s'évanouirent ; alors, pour les suivre, je brûlai Du désir lancinant d'avoir des ailes, car je les avais reconnues toutes trois ; La première était belle ; Amour était son nom ; La seconde était Ambition, dont la joue est pâle Et dont l'œil épuisé est toujours aux aguets ; En la dernière, d'autant plus chère à mon cœur que le blâme Sur elle s'accumule, vierge très indocile, J'avais reconnu mon démon, Poésie. |

Le troisième passage des ombres est une deuxième fois évoqué. L'identification est terminée : un vers pour la première des formes (Amour), deux pour la deuxième (Ambition), trois pour la troisième (Poésie). Ainsi s'établit graphiquement une hiérarchie des valeurs que chacune d'elles représente, la poésie, seule à être qualifiée de « chère », se voyant détachée de ses consœurs par la reconnaissance familière du poète. Le blâme dont elle est l'objet peut rappeler les critiques l'ayant naguère salie ; son caractère dit « indocile » témoigne de la difficulté d'écrire et l'opposition entre « vierge » et « démon » laisse deviner son caractère à la fois mortel et sacré.

#### Strophe 5
| They faded, and, forsooth! I wanted wings: O folly! What is Love? and where is it? And for that poor Ambition—it springs From a man's little heart's short fever-fit; For Poesy!—no,—she has not a joy,— At least for me,—so sweet as drowsy noons, And evenings steep'd in honied indolence; That I may never know how change the moons, Or hear the voice of busy common-sense! | Elles s'évanouirent et, sur ma foi, je désirai des ailes ; O folie ! Qu'est-ce que l'amour ? Et où le rencontrer ? Et quant à cette pauvre ambition, elle jaillit D'un court accès de fièvre au cœur étroit de l'homme. Pour la poésie — non — elle n'offre pas de joie, À mon goût du moins, dont la douceur égale les midis somnolents Ou les soirées baignant au miel de l'indolence. Que ne puis-je couler une vie bien protégée des tourments, Au point d'en ignorer les phases de la lune Et d'être sourd à la voix de la commune sagesse au zèle intempestif ! |

En conclusion, le narrateur décide après réflexion de traiter les formes, dont il récapitule les caractéristiques — « pauvre Ambition » opposé à « chère Poésie » —, pour ce qu'elles sont, « des personnages de masque » ne pouvant d'aucune façon devenir des modèles de vie.

#### Strophe 6
| So, ye three ghosts, adieu! Ye cannot raise My head cool-bedded in the flowery grass; For I would not be dieted with praise, A pet-lamb in a sentimental farce! Fade softly from my eyes, and be once more Farewell! I yet have visions for the night, And for the day faint visions there is store; Vanish, ye phantoms, from my idle spright, Into the clouds, and never more return! | Ainsi donc, mes trois fantômes, adieu ! Vous ne parviendrez pas à me faire lever Ma tête de son frais coussin d'herbe fleurie, Car je ne voudrais pas être nourri de louanges Comme un agneau apprivoisé dans une farce larmoyante. Évanouissez-vous doucement à mon regard et, une fois de plus, Soyez personnages de masque sur cette urne de rêve. Adieu ! Il me reste d'autres songes pour la nuit, Et, pour le jour, provision d'images incertaines ; Disparaissez, Spectres ! — loin de mon esprit paresseux, Gagnez les nuages et ne revenez jamais ! |

So, ye three ghosts, adieu : l'état d'indolence, qui conduit le narrateur à ce congédiement presque serein, rappelle la nécessité pour le poète du désintérêt, de l'abandon des formules stéréotypées, afin qu'advienne une voix poétique authentique. Helen Vendler, considérant la qualité croissante des textes et leur plus grande maîtrise technique, voit là une preuve que l'ode se situe en tête de la séquence composée en 1819. En revanche, l'ordre choisi par Bate implique que les odes témoignent dans leur parcours global d'un dessaisissement progressif.
À l'origine, l'ode se conclut par les deux vers suivants, expression la plus appuyée du rejet de la Gloire et de l'Ambition :
| For I would not be dieted with praise, A pet-lamb in a sentimental farce! | Je ne saurais me nourrir de louange, Tel un gentil agneau dans une farce larmoyante ! |

L'éditeur et ami du poète Richard Woodhouse, persuadé que la poésie de Keats contient nombre de références peu amènes à l'égard de Byron, en voit une particulièrement désagréable dans l'expression pet-lamb (« gentil petit agneau »). En réalité, d'après Gittings, elle s'applique à Keats lui-même qui la trouve plutôt réussie, au point qu'il la réutilise dans une lettre. Quoi qu'il en soit, cette réserve explique peut-être que les deux vers en question se soient vus rétrogradés dans le corps de la strophe.

## Contexte
Au printemps 1819, Keats quitte son poste d'assistant chirurgien au Guy's Hospital de Southwark (/'sʌðək/) à Londres, pour se consacrer à la poésie.

### Rude époque

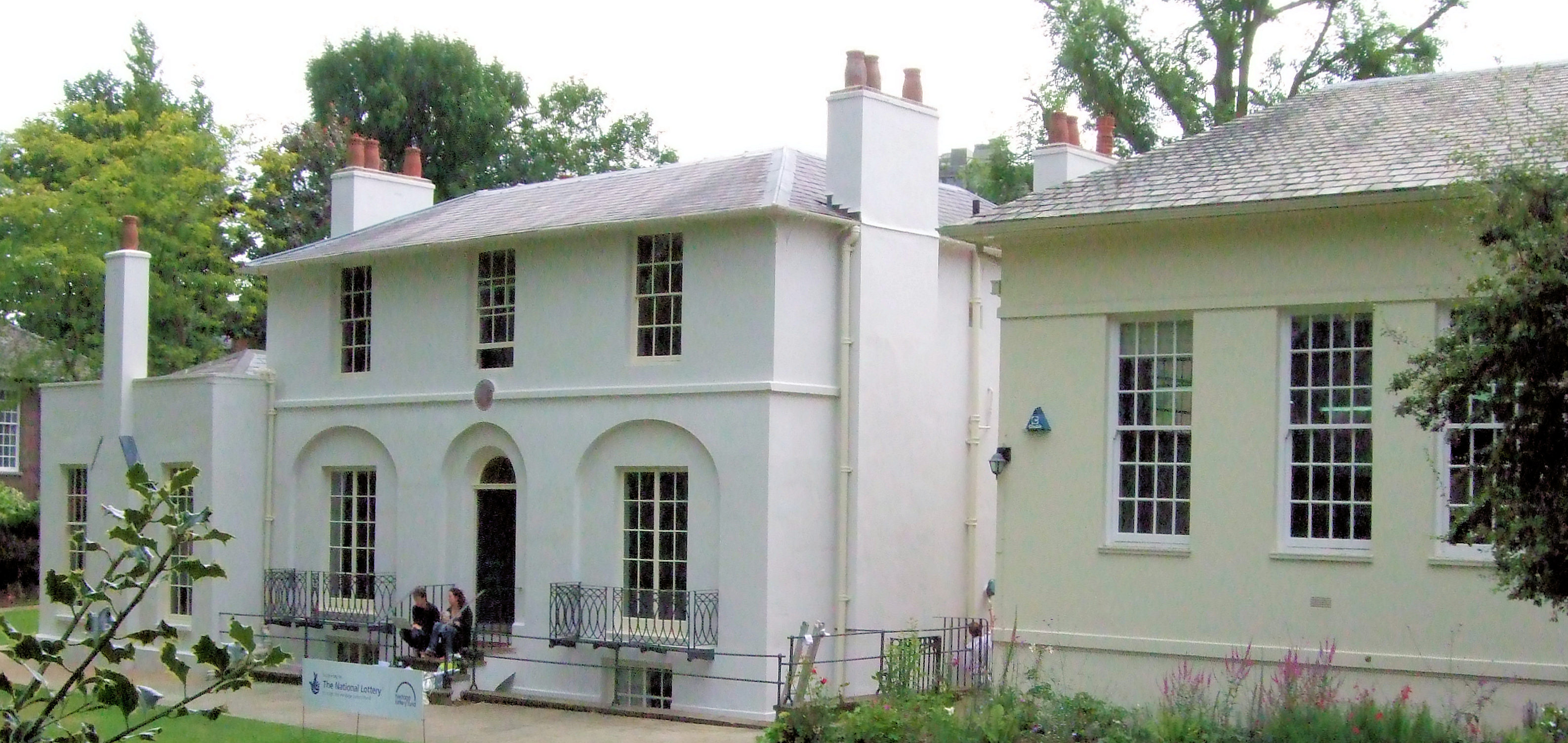
Wentworth Place (Hampstead), maison de Charles Armitage Brown partagée par John Keats.

À l'époque, il a vingt-trois ans et partage la belle maison de son ami Charles Armitage Brown à Hampstead, mais il est à la peine avec de grosses difficultés financières, d'autant aggravées que son frère cadet George, émigré outre-Atlantique, sollicite son aide. D'après Bate, ces embarras matériels peuvent avoir contribué à sa décision d'écrire et de publier, ce qu'une nouvelle requête d'assistance du 12 mai lui fait bientôt regretter, désespéré qu'il est de n'y pouvoir faire face, et pendant quelque temps, il songe à se tourner vers des activités plus lucratives. Telles sont les circonstances ayant présidé à la composition de l'Ode sur l'indolence.

### Composition et publication
Le thème de l'indolence est dans l'air : dans la lettre-journal du 19 mars, Keats en discute les vertus et les inconvénients. Si l'ode est écrite en mars, ce qui est possible, elle n'en comporte pas moins les caractéristiques thématiques et structurelles de l'Ode sur une urne grecque, l'Ode sur la mélancolie, l'Ode à un rossignol et l'Ode à Psyché, qui sont datées de mai.
Charles Brown, qui veille aux manuscrits, fait des copies et les confie à l'éditeur Richard Woodhouse. À cette occasion, Keats écrit à son amie Sarah Jeffrey que rien ne lui a donné plus de joie cette année que d'écrire l'Ode sur l'indolence. Quelle que soit sa satisfaction, il n'inclut pas son poème parmi ses publications de 1820, si bien que, victime des circonstances — en l'occurrence la mort de son auteur — l'ode ne paraît qu'à titre posthume en 1848.

### Confusion chronologique
Les différentes notes de Keats ne permettent pas de déterminer avec précision la date de composition des odes dites du printemps 1819. Les hypothèses varient selon les critiques, encore que tous concèdent que les poèmes présentent une similarité de structure, de thématique et de forme. Dans The Consecrated Urn, Bernard Blackstone fait remarquer que l'Ode sur l'indolence est tour à tour classée comme la première, la deuxième ou la dernière de la série. Quant au biographe Robert Gittings, se fondant sur les notes météorologiques prises par Keats pendant son travail d'écriture, une matinée de giboulées en une semaine ensoleillée, il la date du mardi 4 mai 1819. Douglas Bush la situe après les odes à un rossignol, sur une urne grecque et sur la mélancolie. En revanche, tout en avouant son manque de certitude, Andrew Motion, autre biographe de Keats, conclut après examen de la structure des strophes que l'ode a suivi l'Ode à Psyché et l'Ode sur un rossignol, et donc qu'elle a vraisemblablement été la dernière à être composée,,.
Albert Laffay explique que la confusion vient surtout de la lettre-journal mentionnée plus haut. Datée du 19 mars 1819, elle est terminée et adressée en mai. Ainsi, « rien n'empêche que Keats ait alors relu le passage où il est question de l'indolence et ait alors composé son ode. »

### Indolence créatrice
Que l'Ode sur l'indolence ait un rapport avec l'extrait précité est  l'évidence, ; d'autant que la veille, le 18 au soir, Keats écrit le sonnet Pourquoi ai-je ri cette nuit ? (Why Did I Laugh Tonight? No Voice Will Tell), où se retrouve « la même trinité », Poésie, Amour, Ambition (« La poésie, la gloire, la beauté, ce sont là bien des ivresses » (vers 13)) :
| Why did I laugh to-night? No voice will tell No God, no Demon of severe response, Deigns to reply from Heaven or from Hell Then to my human heart I turn at once: Heart! Thou and I are here sad and alone; I say, why did I laugh? O mortal pain! O Darkness! Darkness! ever must I moan, To question Heaven and Hell and Heart in vain. Why did I laugh? I know this Being's lease, My fancy to its utmost blisses spreads; Yet would I on this very midnight cease, And all the world's gaudy ensigns see in shreds; Verse, Fame, and Beauty are intense indeed, But Death intenser -- Death is Life's high meed. | Pourquoi ai-je ri cette nuit ? Nulle voix ne le dira ; Ni dieu ni démon à l'austère réplique Ne daignera répondre du ciel et de l'enfer. Oh mon cœur ! Nous voici, toi et moi, tristes et solitaires ; Dis-moi donc ; pourquoi ce rire ? O mortelle douleur ! O ténèbres ! ténèbres ! Sans cesse il me faut gémir, Pour questionner en vain et le ciel et l'enfer et mon cœur. Pourquoi ce rire ? Je sais le bail consenti à mon être, Mon imagination peut en atteindre les plus extrêmes félicités ; Et pourtant j'accepterais en ce minuit même de cesser de vivre, Et de voir en lambeaux le pavois bariolé de ce monde, La poésie, la gloire, la beauté, ce sont là bien des ivresses, Mais plus grande ivresse est la mort — la mort, suprême récompense de la vie. |

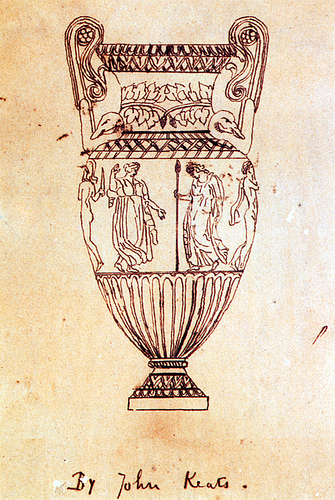
Vase de Sosibios, décalque par John Keats, emprunté au recueil Les Monuments antiques du musée Napoléon.

D'autre part, la passivité foncière de Keats est connue, sans doute en partie due à sa mauvaise santé. Ici cependant, il ne s'agit nullement d'un simple alanguissement, plutôt d'un détachement du plaisir et de la peine, comme si le poète « se retrempait dans cette quiétude avant de se hausser sur un plan supérieur ». La torpeur initiale se mue en indolence créatrice, le sujet de l'Ode sur une urne grecque n'est pas loin — l'urne est bien présente partout, statique, pivotante, dans la lettre à George comme dans le poème — : ainsi, l'Ode sur l'indolence serait une sorte d'Ode sur une urne grecque « au stade préparatoire ».
Cette ode reste la seule de la série à se focaliser sur le moi créateur : dans la lettre précédemment citée, la nouvelle de la mort du père de William Haslam, son ami de classe et futur co-auteur d'un recueil de ses lettres, conduit Keats à une digression : « Tel va le monde ; ne nous attendons donc pas à consacrer beaucoup de notre temps au plaisir. Sans fin s'amoncellent et éclatent les nuages. Alors même que nous rions, la graine de quelque ennui est semée dans le vaste terrain arable des événements ; alors même que nous rions, elle germe, pousse et soudain, porte une baie empoisonnée qu'il nous faut cueillir ». Ce n'est pas là du désespoir, écrit Motion, et en cela il rejoint Laffay, mais simple lassitude. Quoi qu'il en soit, si le premier des extraits de lettre cités (Confusion chronologique) rappelle plutôt l'Ode sur l'indolence, se retrouve ici une bonne partie des images qu'offre l'Ode sur la mélancolie, les deux poèmes restant intimement liés.

## Thématique
Réduite à sa seule action, l'histoire de l'Ode sur l'indolence est fort simple, mais les interprétations du thème principal divergent parfois de façon appuyée.

### L'histoire

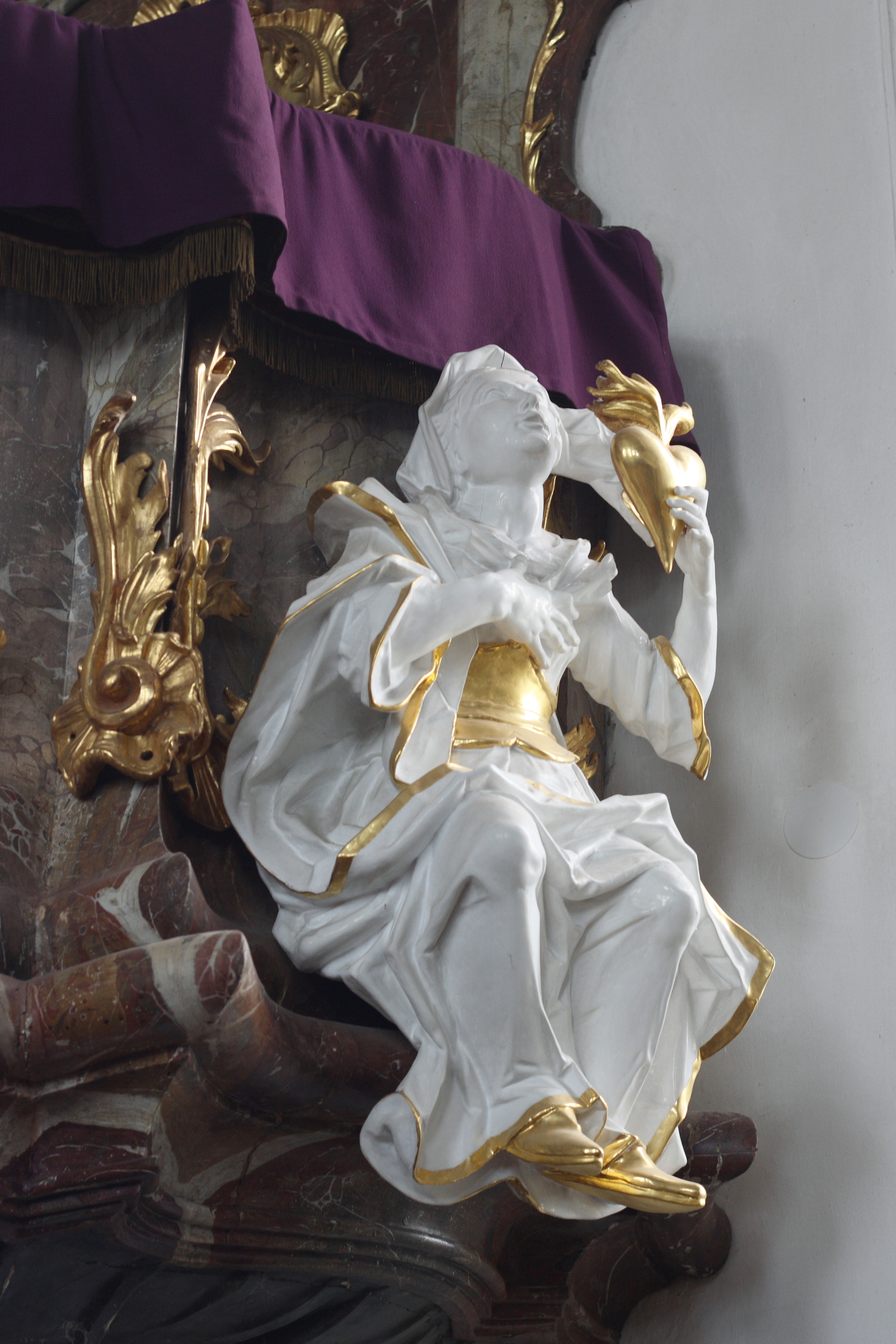
Allégorie de l'Amour, cic. 1776 (Chaire de l'église catholique de St. Nikolaus à Oberndorf am Lech).

Un jeune homme, étendu par un lourd matin d'été dans l'herbe fleurie — ou serait-ce tout simplement dans son lit —, se laisse aller ne rien faire jusqu'à ce que la vision de formes fantomatiques s'avançant vers lui le réveille en sursaut ; ce sont Amour, Ambition et Poésie qui défilent solennellement tels des personnages sur une urne grecque. D'abord enclin à les rejoindre, il décide après une interrogation personnelle parfois virulente — au moins lorsqu'il est question des deux premières formes — de retourner à l'indolence du jour et de les abandonner à leur néant.
Repousser in fine la poésie — même dans une apparente sérénité — demeure un vœu pieux, au pire un ultime mensonge, à la rigueur une posture ironique, puisque de toute façon, transcrire dans l'ode dédiée à l'indolence les événements et les réflexions précédemment vécus s'avère une obligation, faute de laquelle ils demeureraient inconnus.

### Thème principal
Ainsi se dégage le thème principal de l'ode : apparemment, l'agréable torpeur de l'indolence prévaut sur les plus séduisantes tentations de l'amour, de l'ambition et de l'art, thème qui, au moins partiellement, se rattache à ceux que développent les grandes odes de 1819 : l'angoisse et la frustration induites par les mutations et la finitude inhérentes à chaque vie se voyant contrebalancées par la permanence de la création.
Autre variante : si de multiples façons, l'indolence semble brouiller les contours du paysage intérieur, elle n'affecte que peu la faculté du raisonnement, le narrateur renvoyant l'amour et l'ambition à leurs pénates, le premier parce qu'il requiert une intensité menaçante et demeure voué à une fin prématurée, la seconde dont les stigmates, yeux cernés, teint blafard, révèlent la nocivité ; seule, la poésie, « démon » séduisant mais évanescent, échappe à l'inanité, mais son attrait contrarie l'indolence qui anesthésie l'émerveillement.
Bate, cependant, trouve ces explications alambiquées, une sorte de faux-fuyant, écrit-il. La vérité serait simplement que Keats est confronté à un choix lui paraissant insoluble : doit-il sacrifier son art pour mieux gagner sa vie ? Habité par l'ambition d'écrire de la « grande poésie », il est rongé par le peu de confiance qu'il a en son génie : son épopée Hyperion, écrite en vers blanc et publiée en 1820, raconte le désespoir des titans après leur défaite face aux divinités olympiennes, mais demeure, quelles qu'en soient les beautés, inachevée.

### Rejet annonciateur

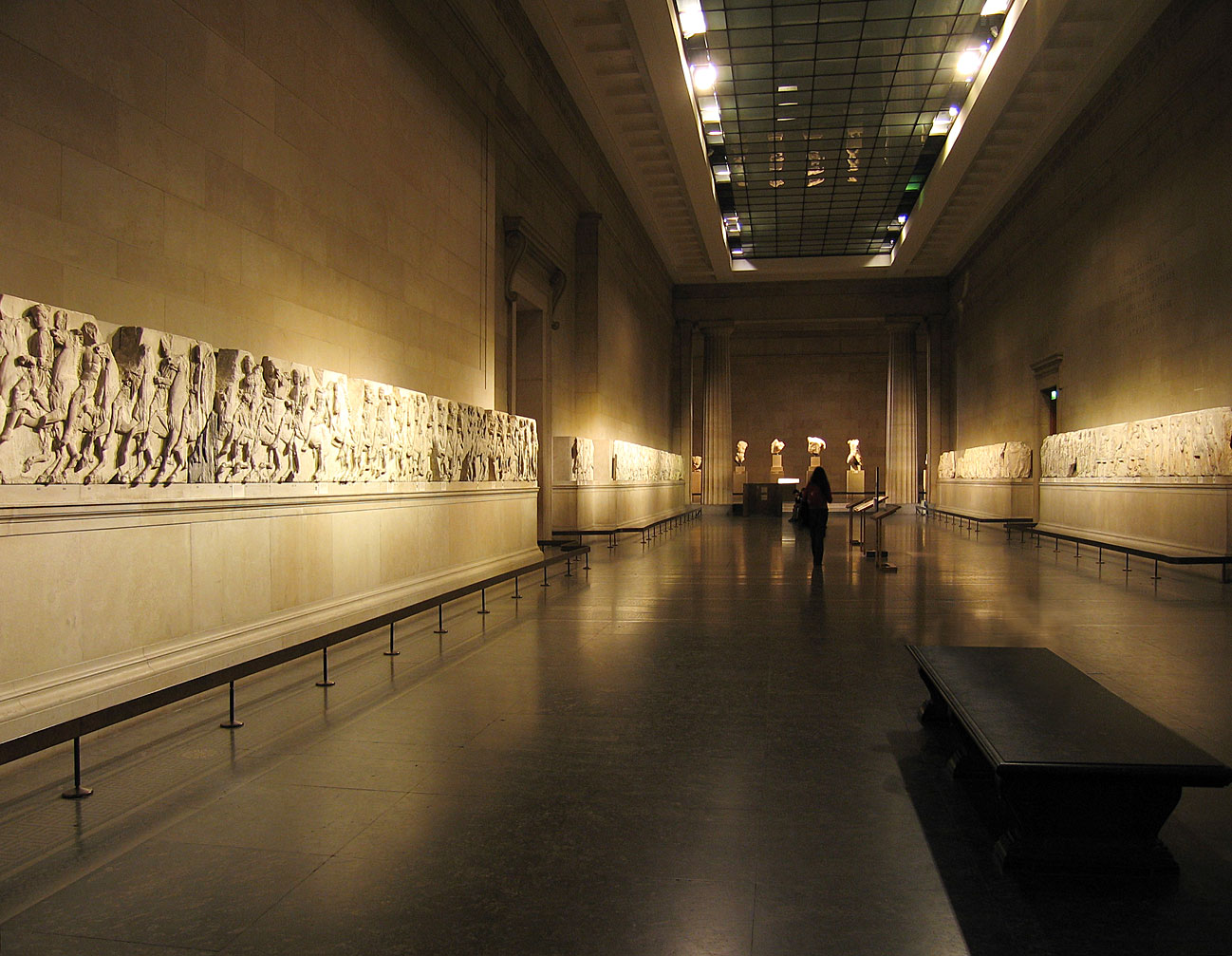
Les marbres du Parthénon au British Museum.

De fait, l’Ode sur l'indolence se termine sur une note de rejet. Pour autant, l'insistance des formes fantomatiques laisse vite présager que, tôt ou tard, la tête de l'indolent, jusqu'alors cachée dans l'herbe, se relèvera et leur fera face. Selon Helen Vendler qui rejoint Laffay, l’Ode sur l'indolence demeurerait une sorte d'essai, de brouillon même, trouvant son accomplissement dans les grandes odes qui suivent, alors que le poète se mesure aux problèmes de la créativité, de l'imagination, de la mortalité.
D'ailleurs, dans chacune de ces odes, comme dans l'Ode sur l'indolence, apparaissent des figures divines ou surnaturelles auxquelles le poète se trouve confronté ; de plus, la grive musicienne (throstle) annonce l'oiseau chanteur de l'Ode à un rossignol et aussi les hirondelles de l’Ode à l'automne ; enfin, l'urne, plusieurs fois mentionnée, comme les robes blanches, renvoient à l’Ode sur une urne grecque et À la vue des marbres du Parthénon (On seeing the Elgin marbles), sonnet d'ailleurs rappelé par « la science nourrie de Phidias » (Phidian lore) qui termine la première strophe :
| On Seeing the Elgin Marbles My spirit is too weak—mortality Weighs heavily on me like unwilling sleep, And each imagined pinnacle and steep Of godlike hardship tells me I must die Like a sick eagle looking at the sky. Yet 'tis a gentle luxury to weep That I have not the cloudy winds to keep Fresh for the opening of the morning's eye. Such dim-conceived glories of the brain Bring round the heart an undescribable feud; So do these wonders a most dizzy pain, That mingles Grecian grandeur with the rude Wasting of old time—with a billowy main— A sun—a shadow of a magnitude. | Devant les marbres d'Elgin [Traduction libre] Mon esprit est trop faible, appesanti Par l'idée de la mort tel un sommeil indocile, Et chaque sommet et pente abrupte qu'on imagine Bardés de privations pieuses me disent qu'il me faut mourir, Ainsi l'aigle malade qui lève les yeux vers le ciel. Pourtant, il m'est doux de comprendre dans mes pleurs, Qu'il ne sied point que je garde en moi les vents brumeux, Que rafraîchissent les yeux de l'aurore qui s'ouvrent. De telles splendeurs obscurément conçues par l'esprit Enveloppent le cœur d'un trouble indescriptible ; Et de ces prodiges naît une douleur vertigineuse, Mélange de splendeur grecque avec l'outrage flétri Des Temps anciens — une immense vague tourbillonnante, Un soleil, l'ombre d'une Gloire. |

« Faible », mort », « sommeil », « brumeux », « appesanti », « obscurément », le vocabulaire de l'indolence n'est pas loin dans ce sonnet, bientôt compensé par celui de la « splendeur », du « prodige », du « vertige », du « tourbillon », « soleil », le tout se résolvant en une formule antinomique, « l'ombre d'une Gloire ».

### Indolence et «capacité négative»

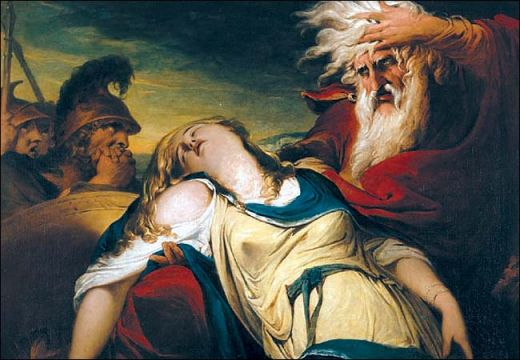
Lear pleure la mort de sa fille Cornelia (1786-1788), par James Barry (1741–1806).

L'indolence en tant que telle suscite nombre d'interprétations. Willard Spiegelman, dans son étude sur la poésie romantique, avance l'idée qu'elle émane du poète lui-même qui rechigne au rude labeur de la création poétique. Plus prosaïque, William Over y voit l'effet d'un usage abusif d'opium. Selon Andrew Motion, l'indolence comme mode de vie reste socialement hors de portée, car elle représente un « privilège réservé aux classes oisives auxquelles [Keats] ne saurait prétendre ».
Quoi qu'il en soit, ajoute-t-il, si l'ode se lit en tant que dernière de la série, elle implique que Keats se résigne à abandonner sa carrière poétique faute de pouvoir parvenir à l'immortalité. En fait, « de manière ironique, le poème lui a bel et bien conféré l'immortalité, car, outre son aspect biographique, il rend compte de sa conviction que l'œuvre a pour mission de capter la beauté de l'art tout en montrant la rudesse de la vie ». Ainsi, explique Gittings, l'ensemble des odes relève de la philosophie développée par Keats, cette « capacité négative » (negative capability) qui réconcilie les contraires, en l'occurrence l'ardent désir d'écrire et l'impossibilité de le faire, ce qui conduit le poète à s'éloigner provisoirement de son art et à accepter la vie telle qu'elle se présente pour retrouver le chemin d'une beauté nourrie de l'expérience et de l'épreuve de la vérité. Comme l'écrit déjà Keats dans un brouillon d'Endymion :
| … There is a grief contained In the very shrine of pleasure … | … Un chagrin repose Au sein même du sanctuaire du plaisir… |

Gittings relève aussi que Keats, en bon clinicien, commence par soumettre sa souffrance à un diagnostic, en trouve les causes et en évalue les effets, puis tire ses conclusions de la situation. Pour l'artiste, c'est là un processus pénible et sujet au doute, mais ses poèmes aboutissent toujours sur une note d'espoir : dans cette ode, le narrateur réussit à se libérer de son triple désir d'amour, d'ambition et même de poésie :
| I yet have visions for the night And for the day faint visions there is store. | Il me reste d'autres songes pour la nuit, Et pour le jour, provision d'images incertaines. |

Contrairement aux critiques (Laffay, Vendler, etc.) qui ne voient dans l'ode qu'un poème séminal dont les idées trouvent leur pleine expression dans des projections plus tardives, Stratcham considère qu'il s'agit d'une œuvre entièrement originale fondant la notion de soul-making (« se forger l'âme ») selon laquelle un individu construit sa propre personnalité par la somme des souffrances qu'il endure. En somme, de façon allégorique, l'expérience est initiatique et en cela reste proche des préoccupations romantiques selon lesquelles la voie d'une réconciliation entre l'homme et la nature passe par l'éducation de l'âme, mélange d'expérience et de contemplation, loin de la dure rationalité du siècle précédent, mais seule pourvoyeur des authentiques lumières dont l'humanité a besoin.
Cette notion émane essentiellement de la lecture des œuvres de Shakespeare, en particulier celle du Roi Lear qui convainc Keats que la souffrance est inhérente à la condition humaine. Il s'en entretient dans une lettre en vers à John Hamilton Reynolds en mai 1818, alors que son frère Tom est gravement malade, et un an plus tard, en mai 1819, il explique dans la lettre-journal à George et Georgiana s'être réconcilié avec l'inévitable. C'est la théorie du « Vallon de la forge de l'âme » (The Vale of Soul-making) : 
« Call the world if you please 'The Vale of Soul-making'. I say 'Soul' as distinguished from an Intelligence. There may be intelligences or sparks of divinity in millions- but they are not souls until they acquire identities, till each one is personality itself. Do you not see how necessary a world of pains and troubles is to school an intelligence and make it a soul? »
« Appelez le monde, si vous le désirez, « La vallée où se forgent les âmes ». Je dis bien « âme » que je distingue de l'intelligence. Des millions d'êtres possèdent l'intelligence, voire des étincelles de divinité, mais ils ne deviennent des âmes que lorsqu'ils acquièrent une identité, lorsque chacun se forge une personnalité propre. Vous rendez-vous compte combien il est nécessaire que le monde soit source de souffrance et de soucis pour former une intelligence et en façonner une âme ? »
Ainsi, l'ensemble de l'ode a permis une introspection, à la fois questionnement sombre et exploration sertie de doute, mais les visions auxquelles le narrateur aspire dans la dernière strophe, aussi « incertaines » soient-elles, s'avèrent en dernier ressort fructueuses sur le plan de la création et porteuses de bonheur dans leur réalisation.

## Forme
Pourquoi Keats décide plutôt brutalement de passer à l'ode, et qui plus est une ode se démarquant des modèles très codifiés en vigueur depuis au moins deux siècles, est une question que se pose en 2003 Jean-Marie Fournier dans son étude Les Odes, une poétique de l'hybridation. Ce qui étonne l'auteur est que ces poèmes forment un groupe d'autant plus intrigant que leur qualité témoigne d'une réelle maturation poétique. Dans l'ensemble, les expériences du printemps 1819 — et de septembre pour Ode à l'automne —, tendent à réaliser ce que Fournier appelle « un grand-dire intimiste » : avec Keats, l'ode traditionnelle sombre pour renaître « dans la source vive de ses ambitions les plus hautes ». L'Ode sur l'indolence, quoique un peu en marge, participe de cette entreprise.

### Structure narrative
D'après Helen Vendler, le poème donne l'illusion d'être statique et de ne marquer aucun progrès : au début, Keats est indolent ; à la fin, il est toujours indolent ; le passage des formes fantomatiques l'a laissé inchangé, poète en instance de naître mais refusant de venir au monde, « niché douillettement dans le sein d'une existence préconsciente ».

#### Deux schémas structurels en conflit

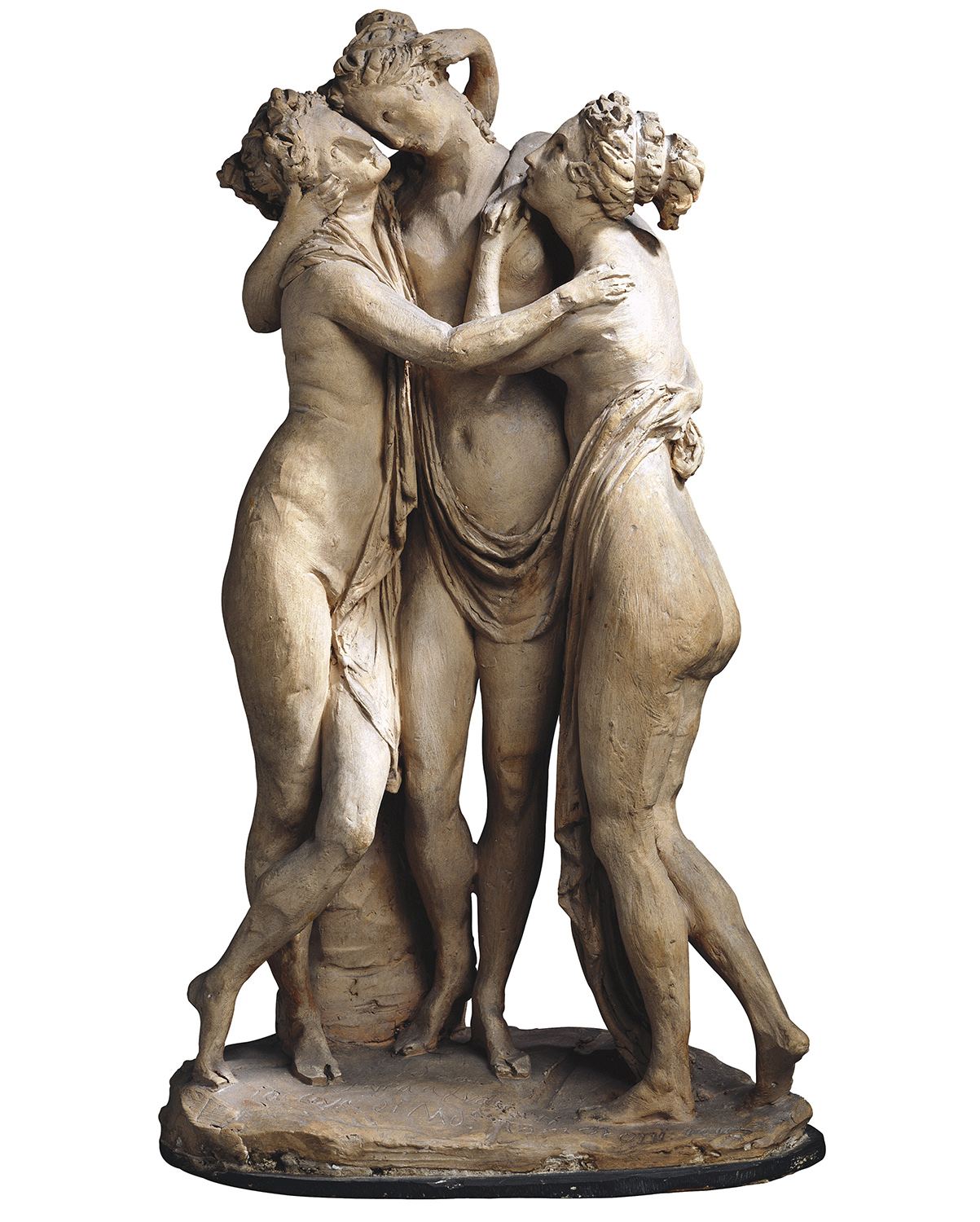
Les Trois Grâces, esquisse en terre cuite d'Antonio Canova, 1810, Musée des Beaux-Arts de Lyon.

Deux schémas structurels entrent d'emblée en conflit, l'un émanant du narrateur, l'autre des formes qui lui rendent visite : dans le premier cas, il est question d'incertitude, dans le second d'insistance. Ici, la langueur prime sur le désir ardent et l'auto-accusation cède à l'auto-indulgence ; là, les formes marmoréennes par trois fois font irruption dans le rêve keatsien, et jamais l'ode ne semble se remettre de ce cortège grec dont la grâce hiératique subjugue le poète.
La première strophe est tout entière conçue pour rendre compte de la puissance ordonnée des formes — qui rappellent les Trois Grâces : ensemble, mains jointes, se mouvant à l'unisson, avec les mêmes tuniques, de sexe apparemment indifférent, elles défilent avec majesté, disparaissent et reviennent encore (came again), s'en retournent de nouveau (passed once more) ; deux fois conviées à disparaître et se dissoudre dans les ténèbres, deux fois leur est-il dit adieu, mais le seul changement perceptible concerne le nom que leur attribue Keats : de « formes » (figures), elles passent à « fantômes » (ghosts), puis à « spectres » (phantoms) ; rien n'y fait : sommées de s'en aller, elles ne témoignent d'aucun penchant à obéir et s'obstinent à hanter l'indolent dont elles meublent la vision.
Contrairement à son attitude dans l'Ode sur la mélancolie, Keats se présente à mi-parcours comme possédé par son démon Poesy (sans doute mû par Ambition et avec Amour pour sujet), mais prévaut in fine l'attrait de l'indolence, si bien que les deux schémas se chevauchent : d'un côté, le triple visage du destin, serein et insistant, encore que la pâleur d'Ambition trahisse de longues veilles ; de l'autre, une volonté (will) anxieuse et farouchement obstinée, puis un revirement inattendu.
Amour et Poésie forment un couple annonçant Cupidon et Psyché dans l'Ode à Psyché ; Indolence se retrouve dans l'Ode à un rossignol et les trois formes préfigurent la frise en ronde-bosse de l'Ode sur une urne grecque. Se dessine aussi un possible jeu de mots entre l'adjectif idle (« oisif ») et le substantif indolence : Keats aurait-il un esprit oisif (idle spright) ? Paradoxalement, alors qu'il semble piqué au vif lorsque les ombres, toujours de profil, n'ont aucun regard pour lui, il s'agace, après un moment d'hésitation, qu'une fois de face elles l'arrachent à sa rêverie.

#### Registre de la mort et registre de la vie
La langue de l'ode oscille entre deux registres opposés, celui de la mort et celui de la vie. D'abord l'indolence est esquissée selon une sémantique de l'insensibilité, de la dissolution et de la stérilité ; bien vite cependant prédomine non plus le sommeil de l'oubli, mais celui des rêves somptueux (rich dreams) ; enfin se réinstallent l'engourdissement et le vide de l'esprit.
À y regarder de près coexistent deux Keats indolents et un Keats ambitieux. Le premier indolent aspire à oblitérer les sensations et les sens, écartant d'un geste de la main la « brûlure de la douleur » (the sting of pain) et même celle de la mort (death's sting) qui rappelle l'épigraphe biblique ; le second indolent déborde d'exquises sensations, avec des pelouses fleuries, un clair-obscur d'émotions, une treille à nouveau feuillue et riche de la promesse de ses fleurs, des croisées ouvertes (telle celle qui clôt l'Ode à Psyché) ; le troisième Keats, amant et/ou poète en herbe, n'a de cesse de déranger le repos de ses doubles indolents, distrayant l'un de son stérile oubli et l'autre de sa luxuriante rêverie.
D'où le balancement entre différents types de style tandis que le poème passe d'un Keats à l'autre : récit d'un événement passé à l'adresse d'un lecteur présupposé : « Un matin devant moi, etc. » (prétérit) ; réminiscence du même événement, cette fois vécu lors d'une rêverie : « Mûre était l'heure nonchalante » (imparfait) ; apostrophe (au présent) destinée aux formes (vues dans le passé) : « Comment se fait-il, ombres, que je ne vous connaissais pas ? » ; enfin, dans la deuxième partie, interpolation agitée avec une exclamation et des interrogations qui occupent l'ensemble du vers : « Ô folie ! Qu'est-ce que l'amour ? Et où est-il ? » (présent).

#### Un bouquet de styles
Tous les styles que Keats met en œuvre au cours de l'ode se bousculent dans la dernière strophe en un bouquet final. C'est d'abord le style de l'invocation (So, ye three ghosts, adieu) ; puis celui qu'Helen Vendler appelle « indolent re-créatif » (indolent re-creative), suivi de l'ironique (A pet-lamb in a sentimental farce), le descriptif (masque-like figures on the dreamy urn), le contempteur de la sensation (my idle spright), enfin celui de la volonté désincarnée (I yet have visions).
Chacun de ces styles a son propre rythme qui influe sur celui qui le suit : ainsi, le majestueux pentamètre du premier quatrain de l'ode est ternie par la lourdeur répétitive des quatre vers adjacents. En revanche, une double substitution trochaïque ('Ripe was (– u) the 'drowsy hour (– u)) ouvre la voie à un style plus aventureux que l'oreille perçoit avec bonheur, le pentamètre se détachant peu à peu de son sérieux originel pour une respiration plus relâchée, à l'image du pouls qui non pas cesse de progresser, mais ralentit seulement son accélération (grew less and less) :
| Ripe was the drowsy hour; \'raɪp wɒz ðə ˈdraʊzi ˈaʊer\ The blissful cloud of summer-indolence \ðə ˈblɪsfʊl 'klaʊd ɒv ˈsʌmər-ˈɪndələns\ Benum'd my eyes; my pulse grew less and less; \be'nʌmd maɪ 'aɪz; maɪ 'pʌls gruː 'lɛs ænd 'lɛs\ Pain had no sting, and pleasure's wreath no flower. \'peɪn hæd 'nəʊ 'stɪŋ, ænd ˈplɛʒəz 'riːθ 'nəʊ ˈflaʊə\ | L'heure assoupie était comme un fruit mûr ; Le bienheureux brouillard de l'indolence estivale Noyait mon regard ; mon pouls allait s'affaiblissant ; La douleur n'avait plus d'aiguillon et la gerbe des plaisirs avait perdu ses fleurs. |

Comme au début, chaque ombre qui passe, vue de face désormais, se voit attribuer un, deux ou trois vers selon son importance aux yeux du narrateur (strophe 4). C'est Amour qui reçoit la portion la plus congrue, Poésie, en revanche, demeure en tête du palmarès, Ambition se trouvant reléguée à la deuxième place. La diction de ce que Helen Vendler appelle le style re-créatif, « sensuel et moite » (sensual and moist) comme dans nombre de passages d'Endymion, revient dès lors que le sujet s'approche à nouveau de la rêverie luxuriante. Cependant, dans la deuxième partie de l'ode, elle se voit associée à un non moins complexe processus d'idéalisation, même de la pierre (voir l'urne grecque), de figuration (la danse, les ailes, les nuages), autant d'images destinées à reparaître, amplifiées ou réduites, réaffirmées ou critiquées, dans les autres odes de la série.

#### Un être en gestation
Le narrateur, qui s'exprime à la première personne, souhaite se connaître mais en tant qu'être en gestation, engourdi et rêveur. Loin de lui le désir de découvrir en lui l'amant intime ou l'ambitieux social, ni même le poète. Sur ce point, l'Ode sur l'indolence reste farouchement timide : même les ombres y gardent leur passivité (were seen, passed, shifted round), n'ayant jamais répondu à un appel, mais venues de nulle part et se dissolvant dans la nuit du néant.
Plus structurants, se dégagent les deux principaux rythmes qui d'emblée s'emparent du poème, l'insistante solennité, à la fois compassée et hiératique, du cortège des ombres, et en contrepoint, le refus volontaire et obstiné, léthargique ou cynique, de répondre à leur appel. Car n'en déplaise à son indolence, le poète s'est vu contraint de s'interroger sur son identité : « Comment se fait-il, ombres, que je ne vous connaissais pas ? » La question reste en instance, l'heure n'étant pas venue d'une conclusion : qui a gagné, les fantômes (shadows, ghosts, phantoms) silencieux ou l'apprenti poète (I) qui leur égrène ses adieux (farewell, adieu, farewell, fade, vanish) ? « Échec et mat » (stalemate), écrit Helen Vendler.

#### De l'enfer au gothique: un théâtre d'ombres

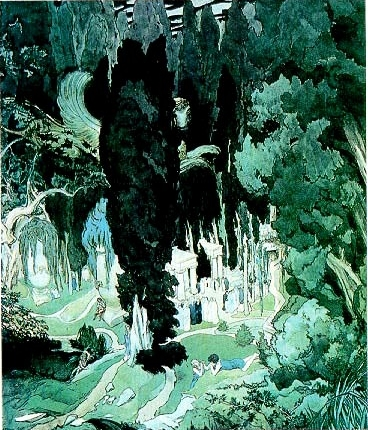
Champs Élyséens (Enfers grecs), par Léon Bakst (1899-1924).

Le décor est planté dès que le poète s'éveille en sursaut : c'est hors des Enfers grecs (Hades (\'heɪdɪ:z\) qu'apparaissent soudain les trois formes, toutes parées comme des silhouettes peintes ou en cabosse sur une urne. Plus elles se rapprochent, plus s'accentuent leurs traits et se révèle leur nocivité. Il y a là une technique anachroniquement cinématographique, avec un zoom de plus en plus net au gré des passages, des détails qui se précisent, les yeux qui se creusent, les joues soudain blafardes, seules les tuniques blanches semblant inaltérées. Sur le plan strictement littéraire, le procédé s'apparente au gothique et vise à effrayer le narrateur comme le lecteur, manière de les préparer à l'affrontement futur.
Cet affrontement reste purement intérieur, dans la mesure où nul dialogue ne s'instaure : le questionnement, qui gagne en virulence alors que fusent les interrogations, s'adresse aux formes, mais ce ne sont pas elles qui répondent. Les apostrophes ainsi lancées n'ont pour réel fondement que des tentations ou des vices surgissant de l'esprit du narrateur. Ainsi, le lecteur est convié à un théâtre d'ombres, où les répliques viennent de la coulisse, se lisent mais ne se disent pas ; la bataille est en réalité muette : pas de cliquetis de points d'interrogation et d'exclamation ; domine de bout en bout le silence, et une fois les passages obligés — tentation, hésitation, rejet, regret (plutôt léger) sur la création poétique — parvenus à leur terme, les spectres se voient balayés d'un revers de pensée dans les nuages habitant les aires du néant.
La scène entière n'aura été qu'une brève parenthèse ; la torpeur initiale s'abat à nouveau sur l'esprit du poète qui retrouve la quiétude cotonneuse de son lit qu'en principe il n'a jamais quitté, sauf en rêve où l'herbe luxuriante des près lui a tenu d'oreiller.

### Cadre prosodique
Chacune de ses strophes comprend dix vers, commençant avec un quatrain de type shakespearien (ABAB) et se terminant par un sizain miltonien (CDECDE), schéma également utilisé dans l'Ode sur la mélancolie, l'Ode à un rossignol et l'Ode sur une urne grecque.
Le poème comporte un système complexe d'assonances, dont le vers 19 peut donner une idée : « O why did ye not melt, and leave my sense » où les sons vocaliques se répètent par paires (ye / leave et melt / sense). Le vers 31 présente un schéma moins régulier, mais contient un chiasme, ce qui a l'avantage de réunir les deux verbes pass au médian : « A third time pass'd they by, and, passing, turn'd », avec une répétition vocalique dans les paires third / pass'd et passing / turn'd.
Le premier vers reflète l'ensemble du poème par la régularité de ses pentamètres iambiques : 
| ˘        | /         | ˘        | /       | ˘                 | /        | ˘          | /         | ˘        | /          |
| 'One [–] | 'morn [–] | ning [u] | be- [u] | 'fore 'me [–] [–] | were [u] | 'three [–] | 'fig- [–] | ures [u] | 'seen. [–] |

Keats joue avec les premières syllabes, souvent inversées, passant du iambe [u –] au phyrric [u u] ou au trochée [– u], voire au spondée [– –], ou alors avec les médianes où il pratique les mêmes substitutions. Selon les calculs de Bate, 2,3 % de l'Ode sur l'indolence sont affectées par de tels procédés, alors que les autres poèmes de la série n'en comportent que 0,4 %.

### Quelques procédés techniques
Le vers 46 contient un oxymoron : sweet tears (« douces larmes «). Dans la mesure ou sweet signifie aussi « sucré », les larmes en question, a priori salées, se trouvent adoucies par les circonstances. Dominent surtout les personnifications, Amour, Ambition et Poésie, mais seule Ambition se voit partiellement décrite, avec les yeux fatigués (fatiguèd eyes) (vers 26-27), doté d'une syllabe supplémentaire, non seulement pour les exigences du pentamètre ('ed), mais aussi avec l'avantage d'accentuer, comme des yeux qui se ferment, la lourdeur de l'épuisement. Parfois, l'allégorie se double d'une comparaison que signale la conjonction prépositionnelle like (like figures on a marble urn) (vers 5), ou une construction concessive : The morn was clouded, but no show fell, / Tho'  in her eyes hung the sweet tears of May (vers 46).
Le rythme et la musique des vers se dégagent d'un ensemble de procédés. Ainsi, les vers 42-44, 
My sleep had been embroider'd with dim dreams;

\maɪ sliːp hæd biːn ɪmˈbrɔɪdəd wɪð dɪm driːmz\

My soul had been a lawn besprinkled o'er

\maɪ səʊl hæd biːn ə lɔːn bɪˈsprɪŋkld ˈəʊə\

With flowers, and stirring shades, and baffled beams

\wɪð ˈflaʊəz, ænd ˈstɜːrɪŋ ʃeɪdz, ænd ˈbæfld biːmz\
 bénéficient au fur et à mesure de leur progression d'une amplification croissante, ouverture à l'espace poétique qu'accélère la double répétition de la conjonction de coordination and. Ce mouvement est jalonné de deux participes passés de facture semblable (embroider'd (\ɪmˈbrɔɪdəd\), besprinkled) (\bɪˈsprɪŋkld\), et les mots s'accumulent qui répètent en allitération les sons consonantiques, paires sonnant les « s », sleep et soul, ou les » d, » dim et dreams, ou encore les « st » et « sh », stirring et shades, enfin le « b », baffled et beams. À cela s'ajoute l'anaphore qui joue un rôle d'insistance avec la répétition de my aux vers 42 et 43, comme elle l'a déjà fait aux vers 11 et 12 par celle de la conjonction exclamative how : 
How is it, Shadows! that I knew ye not?

\haʊ ɪz ɪt, ˈʃædəʊz! ðæt aɪ njuː jiː nɒt\

How came ye muffled in so hush a mask?

\haʊ keɪm jiː ˈmʌfld ɪn səʊ hʌʃ ə mɑːsk\
 Ce sont là purs effets de rhétorique, encore accentués dans ce dernier cas par les points d'exclamation mettant en exergue l'étonnement feint et faussement naïf du narrateur.
De fait, les allitérations pullulent, comme aux vers 1, 3, 7, 8, 13, 31, 42 :
One morn before me / stepp'd serene / 
as when the urn once more /  is shifted round, the first seen shades return / deep-disguiséd plot /   The faded, and, forsooth! I wanted wings /  My sleep had been embroidered with dim dreams.
Conjointement, les assonances complètent l'effet acoustique, le plus souvent en accord avec les allitérations consonantiques, parfois seules comme aux vers 25 :
The first was a fair maid, and Love her name.
Quelquefois, la césure est avancée, découpant le vers de façon inégale, ce qui a pour effet d'insuffler pour un bref moment un ton épique, comme aux vers 14-15 : 
To steal away, and leave without a task

\tuː stiːl əˈweɪ, ænd liːv wɪˈðaʊt ə tɑːsk\

My idle days? Ripe was the drowsy hour 

\maɪ ˈaɪdl deɪz? raɪp wɒz ðə ˈdraʊzi ˈaʊə\
La césure est ici encore marquée d'un point d'interrogation instaurant une pause, et d'une inversion adjectif — expression sujet typique du style épique ; puis, l'enjambement du deuxième vers vient renforcer l'effet par le report de « mes jours indolents » (my idle days) ; enfin, y concourt la demi-rime de la fin de chaque bref hémistiche, où les mots away et days se répondent à une lettre près, le « s » du pluriel de days, qui une fois sonné prolonge encore l'écho du premier singulier.

## Réactions critiques
La critique considère l'Ode sur l'indolence de façon souvent contradictoire, la portant aux nues comme la manifestation la plus haute et la plus réaliste de la compréhension de l'âme humaine ou y voyant un concentré des conventions d'un romantisme décadent. Certains, comme Albert Laffay, la trouvent inférieure aux autres odes de 1819 et c'est pourquoi, écrit-il, elle n'est pas retenue par Keats pour figurer dans le volume de 1820. Walter Evert donne des détails : la raison pour laquelle il l'exclut demeure inconnue, mais, ajoute-t-il, « c'est répétitif, déclamatoire et structurellement infirme ». Quant à Bate, il y voit « un document essentiellement autobiographique et non poétique ».
Ainsi, lors de comparaisons avec les autres poèmes de Keats, l'ode sert souvent de repoussoir, même si elle aide à mieux les comprendre. Ainsi, Dilke, voisin et ami de Keats, l'utilise pour approfondir l'Ode sur une urne grecque, mais souligne qu'« elle ne saurait servir que de texte de référence, vue sa notoire infériorité ». En 2000, McFarland reprend le jugement de Dilke pour mettre en évidence l'inutilité même d'une comparaison, « vu que la ressemblance entre les deux poèmes — la mention de l'urne — est négligeable au regard de l'abîme qui les sépare, l'Ode sur l'indolence, en effet, ne s'avérant guère plus qu'une entreprise sans substance ne méritant pas de figurer aux côtés d'une authentique réussite ».
Dans sa biographie de Keats (1917), Sidney Colvin place l'Ode sur l'indolence sur le même pied que les autres odes de 1819 dans le tri qualitatif qu'il effectue des productions poétiques de Keats. En 1948, Lord Gorell décrit la cinquième strophe comme « dépourvue de la beauté magique habituellement reconnue aux grandes odes », mais souligne « la délicatesse et même le charme de la langue » ». En 1968, Gittings relève l'importance du poème : « L'ode tout entière a en réalité un air emprunté et [Keats] a reconnu son maigre succès en ne la publiant pas avec les autres […] Cependant, pour peu que l'humeur engourdie, indolente et morne se voit considérée comme créative, alors la scène est en place pour toutes les autres qui vont suivre ».
En 1973, Stuart Sperry voit dans le poème « une enrichissante immersion dans la ruée de sensations à l'état pur et dans le flot d'ombres mouvantes et de vagues rêves. […] D'un côté, c'est l'œuvre la plus faible et potentiellement la moins ambitieuse de toute la séquence, mais cet échec, si tant est qu'il soit considéré comme tel, résulte plus d'un désenchantement que d'une perte de moyens ». Dans la même veine, Andrew Motion prend le parti de voir « en l'ode, comme dans son homologue Ode sur la mélancolie, une faculté d'expression trop achevée pour ne point gêner sa qualité poétique […] les thèmes, communs à l'ensemble de la série, s'y trouvant défendus avec un angélisme si farouche qu'il réduit leur impact sur l'imaginaire ».

#### Traductions en français
- (fr + en) Albert Laffay (Albert Laffay, traduction, préface et notes), Keats, Selected Poems, Poèmes choisis, Paris, Aubier-Flammarion, coll. « Bilingue Aubier », 1968, 375 p., p. 303, 306.
- John Keats (trad. Alain Suied), Les Odes : Suivi de Dame sans Merci et La Vigile de la Sainte-Agnès, Orbey, Éditions Arfuyen, coll. « Neige », 2009, 142 p., 22,5 (ISBN 978-2845901377).

#### Ouvrages et articles
- (en) Ronald Gorell, John Keats: The Principle of Beauty [« John Keats : principe esthétique »], Londres, Sylvan, 1948 (OCLC 1368903).
- (en) Charles Wentworth Dilke (Richard Monckton Milnes, éditeur), « Life, Letters, and Literary Remains of John Keats » [« Vie, correspondance et reliquats littéraires de John Keats »], Athenaeum,‎ 1848 (OCLC 1914451).
- (en) E. C. Pettet, On The Poetry Of Keats, Cambridge, Cambridge University Press, 1957, 395 p. (ISBN 978-0404202002)
- (en) Bernard Blackstone, The Consecrated Urn [« L'urne consacrée »], Londres, Longmans Green, 1959, 426 p., 21,3 cm (OCLC 360872).
- (en) W. J. Bate, The Stylistic Development of Keats [« Développement stylistique de Keats »], New York, Humanities Press, 1962, 214 p.
- (en) W. J. Bate, John Keats, Cambridge, Mass., Belknap Press of Harvard University Press, 1963 (ISBN 0-8262-0713-8).
- (en) Douglas Bush, John Keats: His Life and Writings [« John Keats, sa vie, son œuvre »], Londres, Macmillan Publishers, 1966 (OCLC 59021871).
- (en) William B. Ober, « Drowsed With the Fume of Poppies: Opium and John Keats » [« Engourdi par les vapeurs du pavot : l'opium et John Keats »], Bulletin of the New York Academy of Medicine, vol. 44, no 7,‎ juillet 1968, p. 862–881 (lire en ligne). .
- (en) Sidney Colvin, John Keats, Londres, Macmillan, 1970 (ISBN 1402147910, OCLC 257603790).
- (en) Martin Day, History of English Literature 1660–1837, Garden City, Doubleday & Company, 1963 (OCLC 247285169)
- (en) Stuart Sperry, Keats the Poet [« Keats, le poète »], Princeton, Princeton University Press, 1964 (ISBN 0-691-00089-1).
- (en) Walter Evert, Aesthetics and Myth in the Poetry of Keats [« Esthétique et mythe dans la poésie de Keats »], Princeton, Princeton University Press, 1965.
- (en) Robert Gittings, John Keats, Harmondsworth, Penguin Books Inc., 1968, 666 p., 15 cm.
- (en) Wolf Hirst, John Keats, Boston, Twayne, 1981 (ISBN 0-8057-6821-1).
- (en) Martin Aske, Keats and Hellenism [« Keats et l'hellénisme »], Cambridge, Cambridge University Press, 1985 (ISBN 0-521-30561-6).
- (en) Helen Vendler, The Music of What Happens [« Musique de l'événement »], Cambridge, Massachusetts, Harvard University Press, 1988 (ISBN 0-674-59152-6).
- Sylvie Crinquart, Lettres et poèmes de John Keats: portrait de l'artiste, Toulouse, Presses Universitaires du Mirail, 2000, 346 p. (ISBN 9782858164998).
- Michel Pierrard, « Comme préposition ? Observations sur le statut catégoriel des prépositions et des conjonctions », Travaux de linguistique, vol. 44, no 1,‎ 2002, p. 69-78 (DOI 10.3917/tl.044.0069, lire en ligne, consulté le 14 avril 2019).
- (en) John Keats (Sidney Colvin, éditeur scientifique), « Lettre à John Hamilton Reynolds », dans Letters of Keats to His Family and Friends, Adelaide, University of Adelaide, 18 février 1818 (lire en ligne), chap. 37.
- (en) Christine Gerrard, « The Castle of Indolence and the Opposition to Walpole » [« Le Château d'Indolence et l'opposition à Walpole »], The Review of English Studies, Oxford, Oxford University Press, vol. 41, no 161,‎ février 1990, p. 45-64 (JSTOR 516604, lire en ligne, consulté le 14 avril 2017).
- (en) Harold Bloom, The Visionary Company [« L'œil et la vision »], Ithaca, Cornell University Press, 1993, 14,6 x 3,2 x 22,2 cm (ISBN 0801491177).
- (en) Willard Spiegelman, Majestic Indolence: English Romantic Poetry and the Work of Art [« Indolence majestueuse : début de la poésie romantique et l'œuvre d'art »], Oxford, Oxford University Press, 1995 (ISBN 978-0195093568).
- (en) Andrew Motion, Keats, Chicago, University of Chicago Press, 1999 (ISBN 1-84391-077-2).
- (en) Thomas McFarland, The Masks of Keats: The Endeavour of a Poet [« Les masques de Keats »], New York, Oxford University Press, 2000 (ISBN 0-19-818645-2).
- (en) Helen Vendler, The Odes of John Keats, Cambridge, Mass., Londres, The Belknap Press of Harvard University Press, 2001, 330 p., 25 cm (ISBN 9780674630765).
- (en) Jean-Marie Fournier (Christian La Cassagère, éditeur scientifique), « Les odes : une poétique de l'hybridation », dans Keats ou le sortilège des mots, Lyon, Presses universitaires de Lyon (PUL), coll. « CERAN (Centre du Romantisme anglais) », 2003, 255 p. (ISBN 9782729707347).
- (en) John Strachan, John Keats: A Sourcebook [« John Keats, références »], Londres, Routledge, 2003, 198 p. (ISBN 0-415-23478-6).
- (en) James Thomson et James Sambrook (éd. scientifique), The Seasons and The Castle of Indolence [« Les Saisons et Le Château d'Indolence »], Oxford, Clarendon Press, coll. « Oxford Paperback English Texts », 1972, xxviii-251, 20 cm (ISBN 0-1987-1070-4).

### Citations originales
1. ↑  « [T]he thing I have most enjoyed this year has been writing an ode to Indolence[14] ».
2. ↑  « This is the world - thus we cannot expect to give way man Hours to pleasure - Circumstances are like Clouds continually gathering and bursting - While we are laughing the seed of some trouble is put into the wide arabe land of events - while we are laughing it sprouts, it grows and suddenly bears a poison fruit which we must pluck[KM 4] ».

### Citations originales des commentateurs
1. ↑  « the privilege of the leisured class to which he did not belong[KM 5] »
2. ↑  « Ironically, the poem provided Keats with such immortality. Besides the biographical component, the poem also describes Keats's belief that his works should capture the beauty of art while acknowledging the harshness of life[KM 6] »
3. ↑  « nestled in the womb of preconscious existence[KVD 2] »
4. ↑  « How is it, Shadows, that I knew ye not[KVD 15] »
5. ↑  « it is repetitious and declamatory and structurally infirm[32] »
6. ↑  « primarily biographical and not poetic[33] »
7. ↑  « it remains a much inferior work[34] »
8. ↑  « Far more important than the similarity, which might seem to arise from the urns in Keats's purview in both Ode on Indolence and Ode on a Grecian Urn […] is the enormous dissimilarity in the two poems. Ode on Indolence […] is a flaccid enterprise that hardly bears mention alongside that other achievement[35] »
9. ↑  « lacking the magic of what the world agrees are the great Odes[37] »
10. ↑  « [d]elicate, charming even[37] »
11. ↑  « Yet with its acceptance of the numb, dull and indolent mood as something creative, it set the scene for all the odes that followed[KG 8] »
12. ↑  « a rich and nourishing immersion in the rush of pure sensation and its flow of stirring shadows and 'dim dreams. […] It is both the feeblest and potentially the most ambitious of the sequence. Yet its failure, if we choose to consider it that, is more the result of deliberate disinclination than any inability of means[38] »
13. ↑  « Like 'Melancholy', the poem is too articulate for its own poetic good;… In two of his May odes, 'Melancholy' and 'Indolence', Keats defined themes common to the whole group with such fierce candour that he restricted their imaginative power[KM 6] »